# Humme (Weser)
De Humme is een rivier in Nedersaksen, Duitsland die uitmondt in de Wezer.
De (niet bevaarbare) rivier ontspringt ten westen van Reinerbeck, gemeente Aerzen, en komt 19 kilometer verder in oostelijke richting uit in de Wezer bij Klein Berkel, gemeente Hamelen. Er monden 8 zijbeken in de Humme uit.
Bijna het gehele stroomgebied van de Humme staat onder natuurbescherming en behoort tot het Wezergebergte.